# Rudnica (Podčetrtek, Slovenija)
Rudnica je naselje u slovenskoj Općini Podčetrtku. Rudnica se nalazi u pokrajini Štajerskoj i statističkoj regiji Savinjskoj. 

## Stanovništvo
Prema popisu stanovništva iz 2002. godine naselje je imalo 32 stanovnika.